# محافظة بدر
محافظة بدر هي إحدى محافظات منطقة المدينة المنورة وهي غنية بالكثير من المعالم والشواهد والقيم التاريخية ومن المناطق الزراعية والسياحية، وتحقق على أرضها في غزوة بدر، أول غزوة في الإسلام، وقد حدثت في يوم 17 رمضان 2 هـ الموافق 17 مارس 624 م، وانتصر فيها المسلمون انتصار كبير وحاسم، ويوجد في البلدة منطقة مخصصة لمقابر الشهداء في تلك الغزوة.

## جغرافياً

### الموقع
تقع محافظة بدر في الجزء الغربي من منطقة المدينة المنورة، وتبعد عن المدينة النبوية بـحوالي 150 كيلو متر، ويحدها من الشمال مقر المنطقة ومحافظة ينبع، ومن الشرق مقر المنطقة، ومن الجنوب مقر المنطقة ومنطقة مكة المكرمة ومن الغرب محافظة ينبع والبحر الأحمر، وتقع بين خطي طول (30-38، 30-39) شرقاً، ودائرتي عرض (10-23، 30-24) شمالاً.
وتعتبر في المرتبة الثانية من حيث القرب من مقر المنطقة.

### المساحة
تبلغ مساحة المحافظة (8226كم2)، وتمثل 5.5% من مساحة المنطقة، وتأتي في المرتبة الرابعة على مستوى المنطقة بعد ينبع والمهد و خيبر ، وتبلغ مساحة مقر المحافظة وحده (3302كم2).

### السكان
- بلغ عدد سكان المحافظة (58,259) نسمة حسب تعداد السعودية 2022، عدد السعوديين (47,660) نسمة، وعدد غير السعوديين (10,599) نسمة.[5]
- يبلغ عدد سكان المحافظة حوالي 63,468 نسمة حسب إحصائية سنة 2010م، ويبلغ عدد السكان بمقر المحافظة حوالي 28,999 نسمة.[6]

## أصل التسمية
بَدْر بفتح الباء وسكون الدال، نُسبت لبدر بن يخلد بن النضر بن كنانة بن خزيمة بن مدركة بن إلياس بن مضر بن نزار بن معد بن عدنان. وكان هذا الرجل قد سكن هذا المكان فنُسب إليه وسمي به وبعد ذلك غلب على المكان الاسم، وكانت قرية صغيرة قليلة السكان وقيل أن بدر بن يخلد الكناني حفر بئراً في ذلك المكان فسميت البئر باسمه ثم غلب الاسم على المكان وعرفت بماء بدر وكان بدر دليل قريش من كنانة وصاحب ميرتها (الميرة : جلب الطعام) وقد غلب اسمه على المكان وسمي بدراً.وفي معجم البلدان لياقوت الحموي ذكر عن بدر أنها ماء مشهور بين مكة والمدينة في أسفل وادي الصفراء وبين هذا الماء وبين ساحل البحر ليلة واحدة.

## المراكز التابعة للمحافظة
يبلغ عدد المراكز التابعة للمحافظة (7) مراكز وهي:
1. مركز الرايس
2. مركز القاحة
3. مركز المسيجيد
4. مركز الواسطة
5. مركز الشفية
6. مركز طاشا
7. مركز السديرة

## المناخ
تتمتع بدر بمناخ صحراوي حار (تصنيف كوبن للمناخ: BWh). مع فصل صيف جاف شديد الحرارة، وشتاء معتدل تقريبًا. في الشتاء، تتراوح متوسط درجة حرارة ليلًا بين 10–15 درجة °مئوية. في منتصف أيام الصيف، درجات الحرارة الأعلى من 42 °مئوية تكون شائعة نوعًا ما. هطول الأمطار السنوي منخفض نسبيًا، تهطل الأمطار بشكل طفيف من شهر نوفمبر حتى فبراير.
| البيانات المناخية لـبدر           | البيانات المناخية لـبدر | البيانات المناخية لـبدر | البيانات المناخية لـبدر | البيانات المناخية لـبدر | البيانات المناخية لـبدر | البيانات المناخية لـبدر | البيانات المناخية لـبدر | البيانات المناخية لـبدر | البيانات المناخية لـبدر | البيانات المناخية لـبدر | البيانات المناخية لـبدر | البيانات المناخية لـبدر | البيانات المناخية لـبدر |
| الشهر                             | يناير                   | فبراير                  | مارس                    | أبريل                   | مايو                    | يونيو                   | يوليو                   | أغسطس                   | سبتمبر                  | أكتوبر                  | نوفمبر                  | ديسمبر                  | المعدل السنوي           |
| --------------------------------- | ----------------------- | ----------------------- | ----------------------- | ----------------------- | ----------------------- | ----------------------- | ----------------------- | ----------------------- | ----------------------- | ----------------------- | ----------------------- | ----------------------- | ----------------------- |
| متوسط درجة الحرارة الكبرى °م (°ف) | 25 (77)                 | 27 (81)                 | 31 (88)                 | 34 (93)                 | 37 (99)                 | 39 (102)                | 39 (102)                | 39 (102)                | 39 (102)                | 36 (97)                 | 31 (88)                 | 27 (81)                 | 33 (91)                 |
| المتوسط اليومي °م (°ف)            | 19 (66)                 | 20 (68)                 | 23 (73)                 | 27 (81)                 | 30 (86)                 | 33 (91)                 | 33 (91)                 | 34 (93)                 | 33 (91)                 | 28 (82)                 | 24 (75)                 | 20 (68)                 | 27 (81)                 |
| متوسط درجة الحرارة الصغرى °م (°ف) | 13 (55)                 | 14 (57)                 | 17 (63)                 | 21 (70)                 | 24 (75)                 | 26 (79)                 | 26 (79)                 | 26 (79)                 | 26 (79)                 | 22 (72)                 | 18 (64)                 | 15 (59)                 | 20 (68)                 |
| متوسط الأيام الممطرة              | 1                       | 1                       | 0                       | 0                       | 0                       | 0                       | 0                       | 0                       | 0                       | 0                       | 1                       | 2                       | 5                       |
| المصدر: Weather channel           |                         |                         |                         |                         |                         |                         |                         |                         |                         |                         |                         |                         |                         |